# Ken Hargreaves
Joseph Kenneth „Ken“ Hargreaves MBE (* 1. März 1939; † 23. Juni 2012) war ein britischer Politiker der Conservative Party, der zwischen 1983 und 1992 den Wahlkreis Hyndburn als Mitglied im House of Commons vertrat.

## Leben
Hargreaves, der als Manager tätig war, begann seine politische Laufbahn als Ratsherr (Councillor) und Bürgermeister von Hyndburn in der Kommunalpolitik. Als Kandidat der Conservative Party wurde er bei den Unterhauswahlen vom 9. Juni 1983 im neu geschaffenen Wahlkreis Hyndburn erstmals zum Mitglied des House of Commons gewählt. Dabei gewann er diesen neu eingerichteten Wahlkreis mit einer knappen Mehrheit von nur 21 Stimmen, die erst nach sechs Stimmauszählungen festgestellt wurde.
Nach seiner Wiederwahl bei den Unterhauswahlen vom 11. Juni 1987 erlitt er bei den Unterhauswahlen vom 9. April 1992 eine Wahlniederlage und erhielt nur 42,9 Prozent der Wählerstimmen, während sein Gegenkandidat Greg Pope von der Labour Party 46,9 Prozent der Stimmen erhielt und damit das Unterhausmandat gewann.
Nach seinem Ausscheiden aus dem Unterhaus engagierte sich Hargreaves, ein gläubiger Katholik, unter anderem in Organisationen gegen Schwangerschaftsabbrüche und wurde für seine Verdienste in der Grafschaft Lancashire am 29. Dezember 2005 zum Mitglied des Order of the British Empire ernannt. Kurz vor seinem Tod wurde er darüber hinaus von Papst Benedikt XVI. zum Ritter des Gregoriusordens berufen.